# Albrechtičky
Albrechtičky (německy Klein Olbersdorf) jsou obec v okrese Nový Jičín v Moravskoslezském kraji. Žije zde 688 obyvatel. Do katastru obce zasahuje část vzletové a přistávací dráhy letiště Leoše Janáčka Ostrava.

## Historie
První písemná zmínka o obci pochází z roku 1408.

## Obyvatelstvo
| Rok            | 1869 | 1880 | 1890 | 1900 | 1910 | 1921 | 1930 | 1950  | 1961  | 1970 | 1980 | 1991 | 2001 | 2011 | 2021 |
| -------------- | ---- | ---- | ---- | ---- | ---- | ---- | ---- | ----- | ----- | ---- | ---- | ---- | ---- | ---- | ---- |
| Počet obyvatel | 746  | 745  | 728  | 757  | 861  | 876  | 861  | 1 009 | 1 188 | 787  | 726  | 698  | 693  | 684  | 667  |
| Počet domů     | 101  | 103  | 102  | 101  | 108  | 111  | 149  | 204   | 217   | 182  | 180  | 195  | 201  | 211  | 222  |

Věková struktura obyvatel obce Albrechtičky roku 2011
Rodinný stav obyvatel obce Albrechtičky roku 2011
Vzdělání obyvatel obce Albrechtičky roku 2011

## Obecní správa
Mezi lety 1850–1976 Albrechtičky byly v okrese Nový Jičín. Od 1. dubna 1976 do 23. listopadu 1990 patřily jako část města k Studénce a od 24. listopadu 1990 jsou opět samostatnou obcí.

### Obecní symboly
Znak a vlajka byly obci uděleny rozhodnutím předsedy Poslanecké sněmovny Parlamentu České republiky dne 26. května 2000.

## Letiště Leoše Janáčka
Obec je v přímé blízkosti Letiště Leoše Janáčka (Mošnov). Dojít můžete přímo k plotu letištní plochy. Přestože letiště není lety příliš vytíženo, díky velikosti vzletové dráhy zde občas přistávají velké typy dopravních letadel. Taková událost obvykle přiláká "k plotu" řadu leteckých fanoušků. Stejně jako každoroční zářijové Dny NATO.

## Pamětihodnosti
- kostel svatého Mikuláše – byl postaven v letech 1890–1892 v novogotickém slohu na místě kaple z roku 1411.
- Roubený dům – z roku 1865. Dnes je v něm umístěno Muzeum obce.
- Náhrobek Ferdinanda Vettera von Lilien
- Sloup se sochou Panny Marie
- Kříž na hrobě Philippine Graefin de Dam

## Galerie

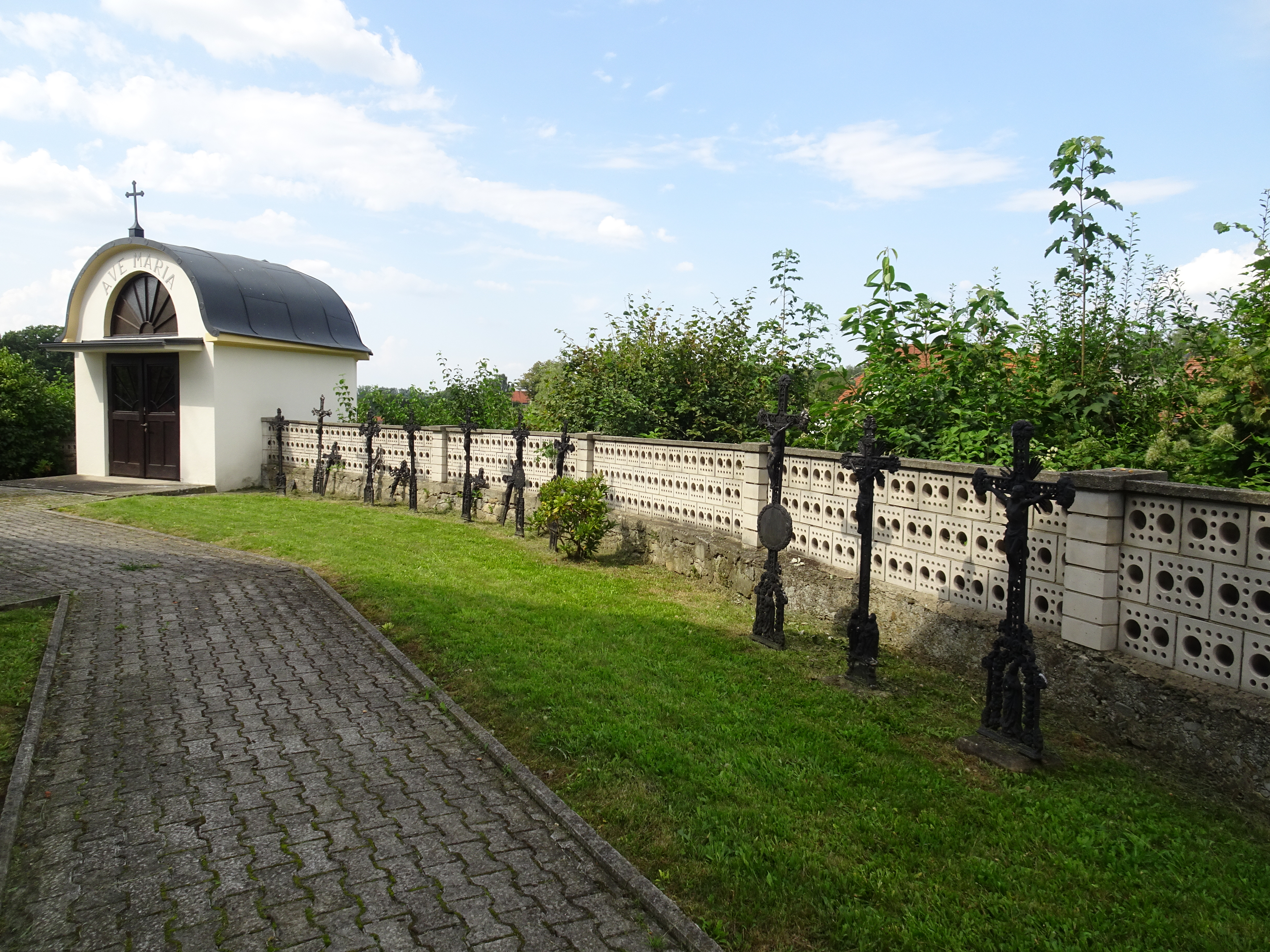
Litinové kříže a Lurdská kaple na hřbitově
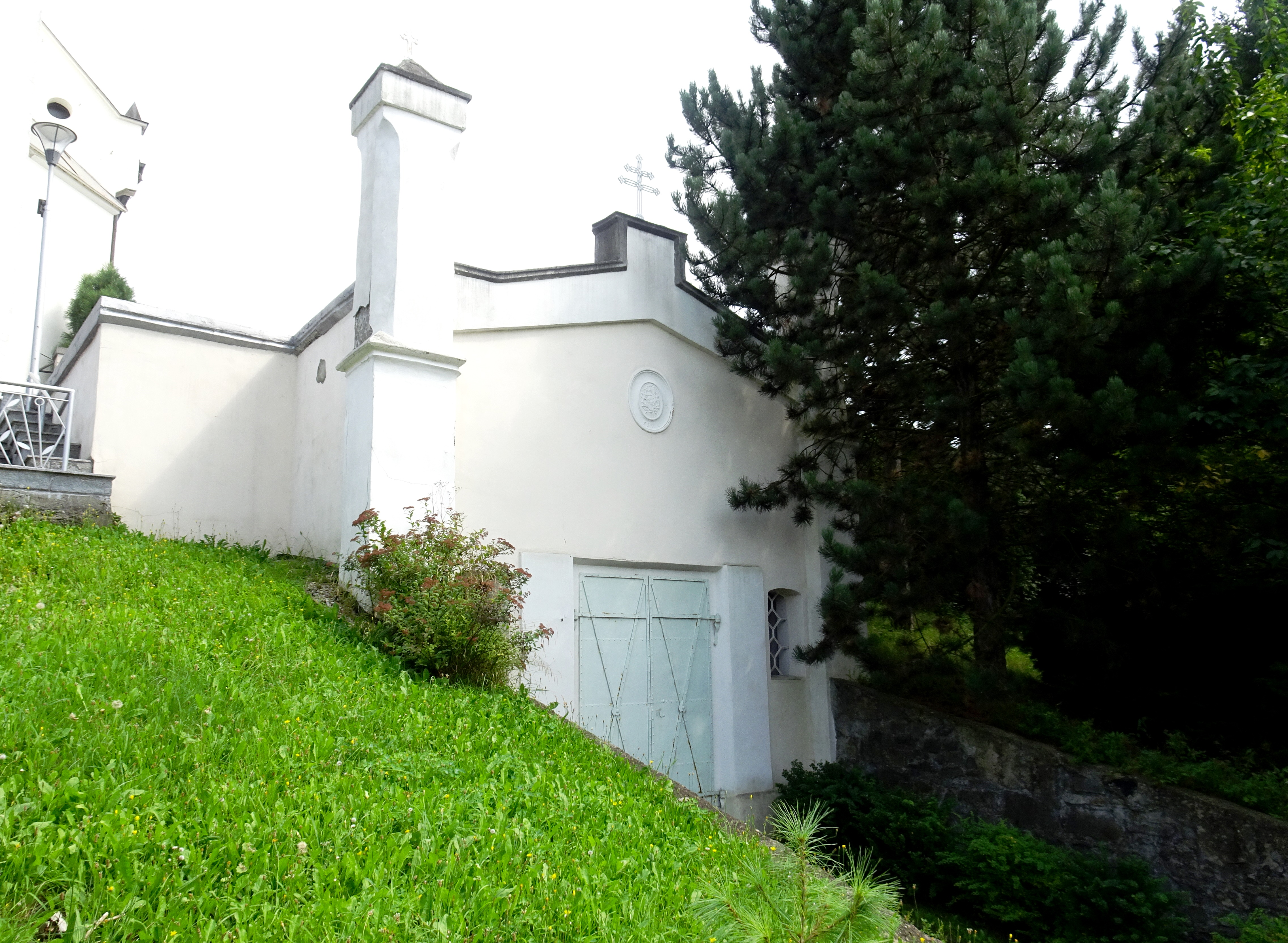
Hrobka hrabat Vetterů z Lilie
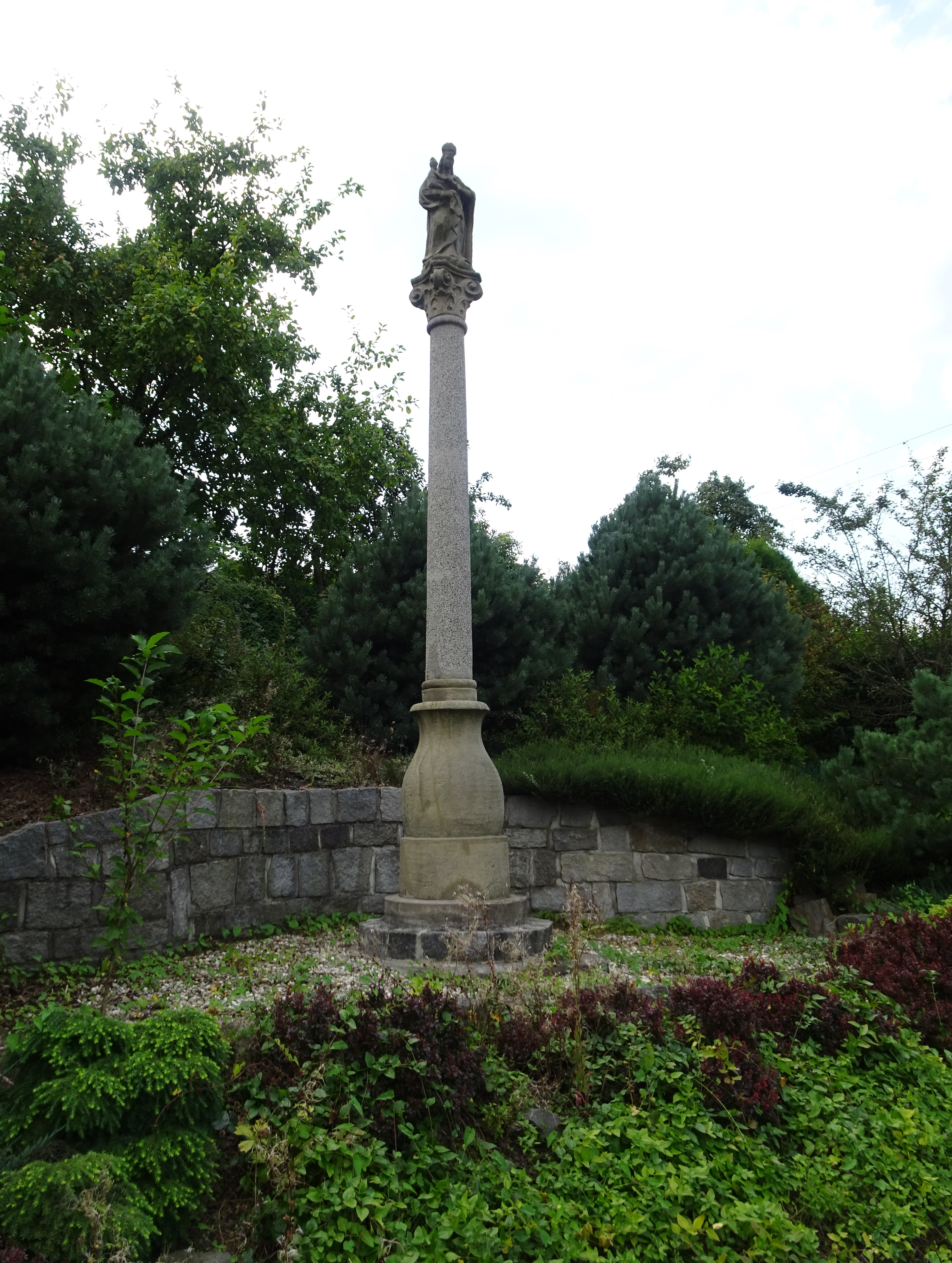
Sloup z poloviny 18. století vynášející sochu korunované Panny Marie s dítětem
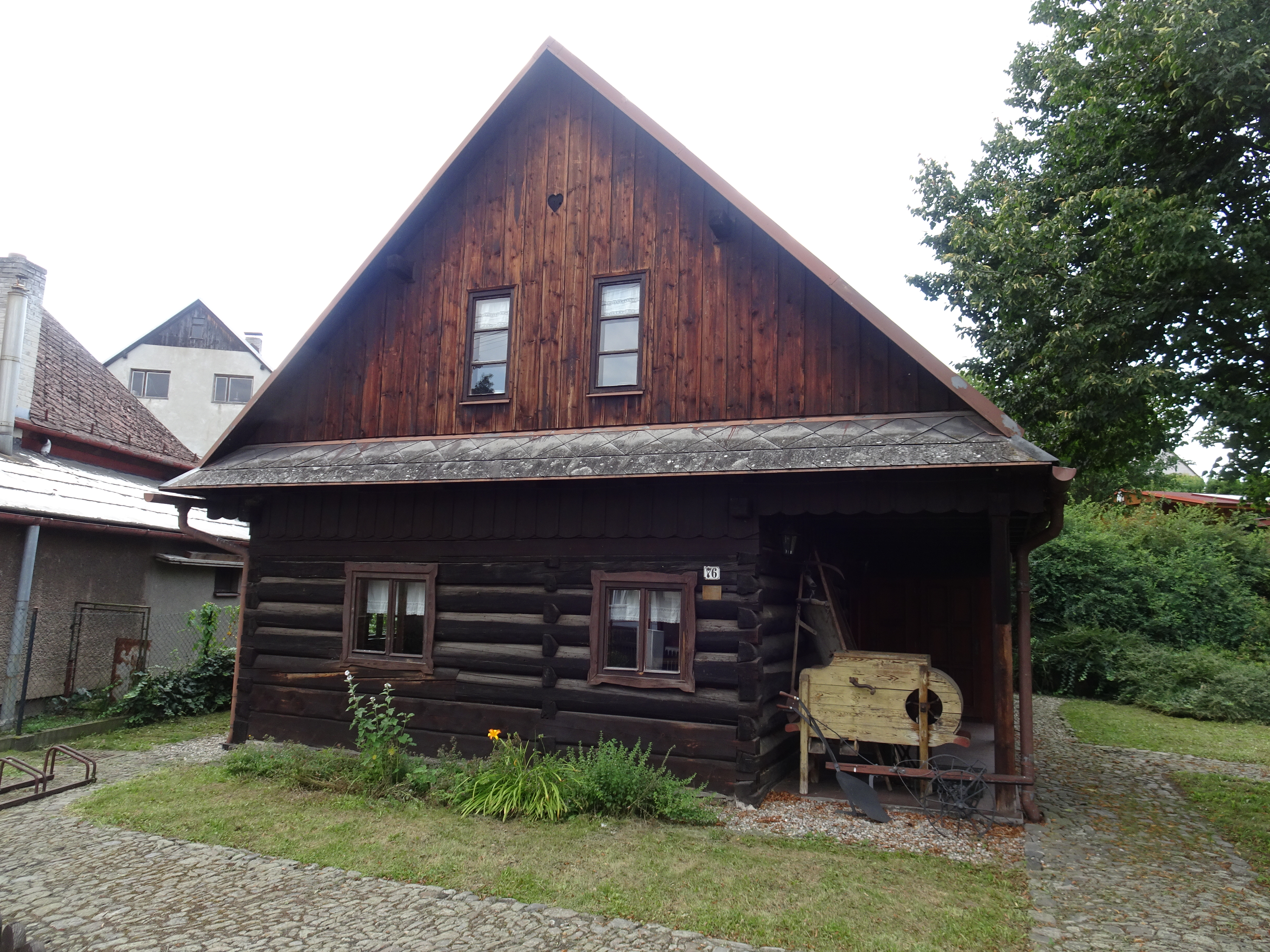
Dřevěnice č. p. 76, muzeum
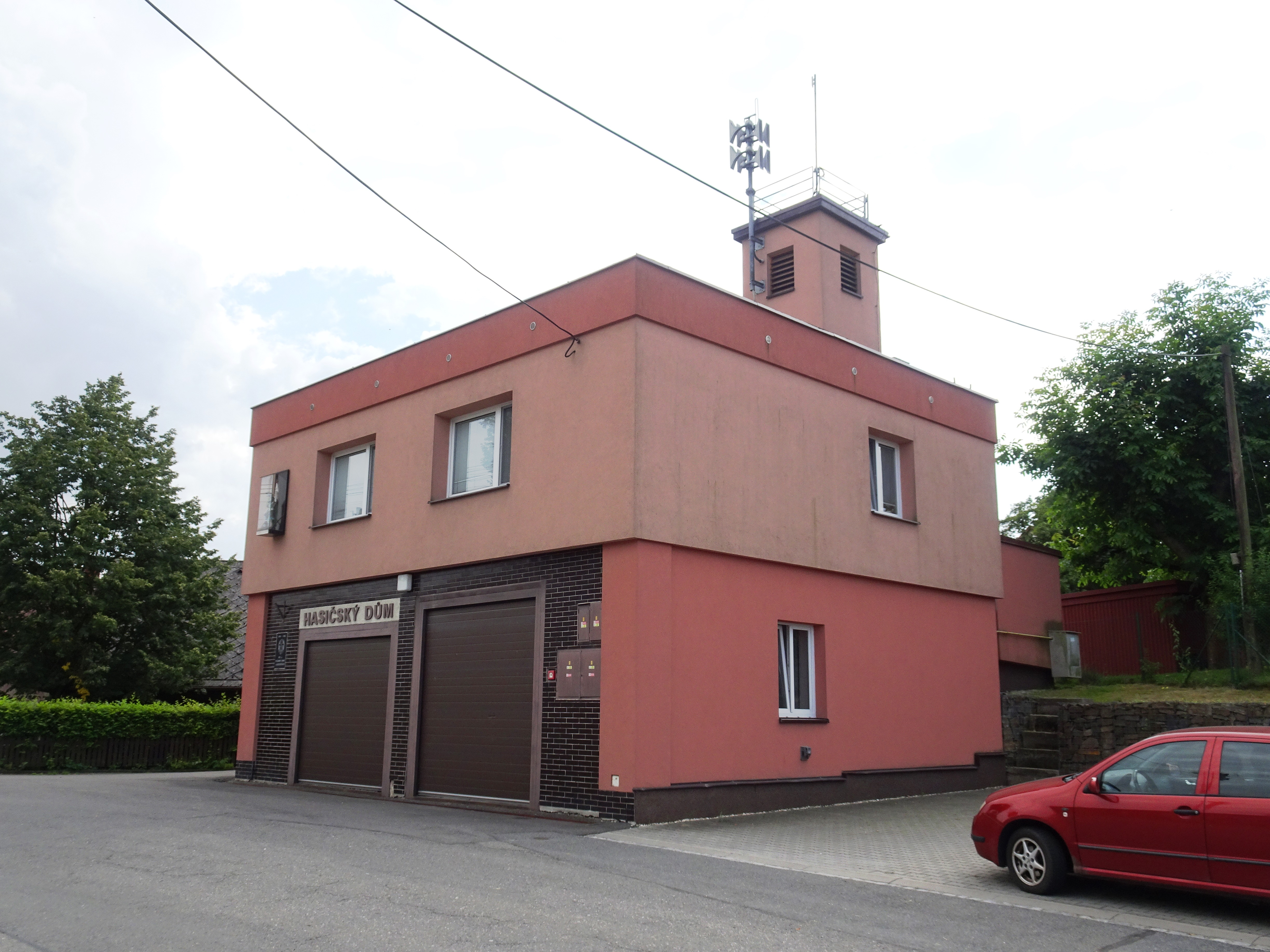
Hasičský dům
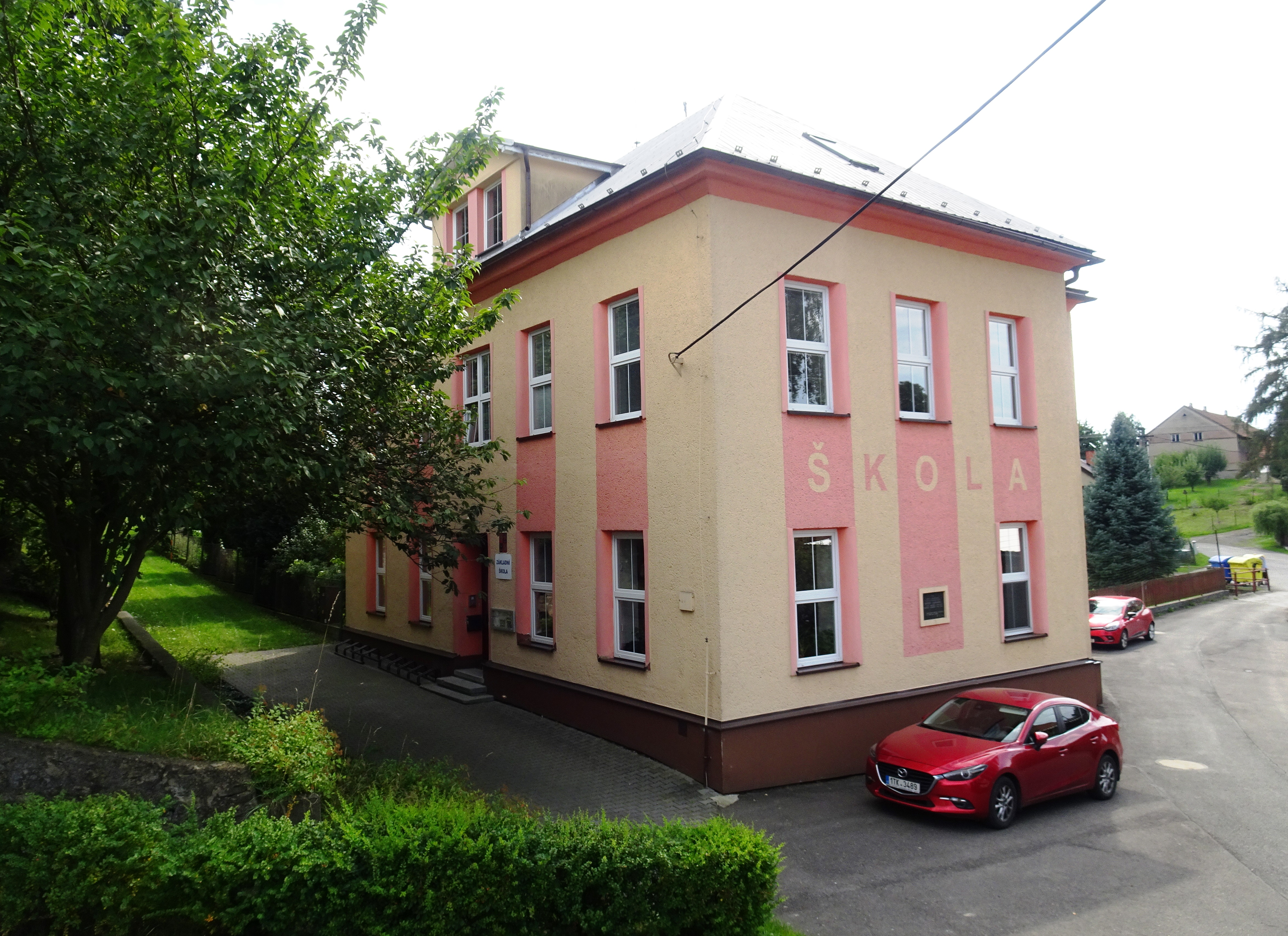
Základní škola